# Ralph Towner
Ralph Towner, (Chehalis, 1940. március 1. –) amerikai dzsesszzenész.  Towner a klasszikus- és 12 húros gitár híres mestere.

## Pályafutása
Towner zenész családban született a Washington állambeli Chehalisban. Édesanyja zongoratanár volt, apja trombitás. Towner hároméves korában a zongorán már improvizált. Pályafutását a konzervatóriumban klasszikus zongoraművészként kezdte. 1958 és 1963 között az Oregoni Egyetemre járt. Homer Kellernél zeneszerzést is tanult. Klasszikus gitár szakon tanult a Bécsi Zeneakadémián Karl Scheitnél 1963-64; 1967-68).
Az 1960-as évek végén csatlakozott a világzene egyik úttörője, a Paul Winter Consort együtteshez. Az 1960-as évek végén játszott először zongoraművészként dzsesszt. Nagy hatással volt rá a neves dzsesszzongorista, Bill Evans. Az 1960-as évek végén és az 1970-es évek elején kezdett improvizálni klasszikus és tizenkéthúros gitárokon. Evans mellett barátságot kötött Jeremy Steig fuvolással, Eddie Gómez basszusgitárossal, Marc Johnsonnal, Gary Peacock-kal és Jack DeJohnette dobossal is.
Paul McCandless, Glen Moore és Collin Walcott zenekari társaival együtt Towner 1970-ben elhagyta a Winter Consortot, és megalapította az Oregon nevű együttest, amely az 1970-es évek során számos lemezt adott ki; népzenét és indiai klasszikus formulákat keverve avantgarde dzsessz ihletésű szabad improvizációval. Ezzel egy időben Towner hosszú távú kapcsolatot kezdett az ECM Recordsszal, amely az összes Oregonon kívüli felvételét kiadta.
Towner akusztikus gitárokon játszik, hat húros, nylon húros és 12 húros acélhúros gitárokat használ. Emiatt kerüli a nagy hangerősségű zenei környezeteket, és előnyben részesíti a kis együtteseket, amelyek főleg akusztikus hangszereket használnak. üütős hatást is éler a gitárral úgy, hogy a hangszer nyakán lévő húrok közé gyufaszálkat helyez. Az 1974-es „Diary” című albuma album nyolc számának nagy részében gitár-zongora duetteket játszott saját magával. Az 1980-as szintetizátort is használt.
Az 1990-es évek eleje óta Towner Olaszországban él − előbb Palermo-ban, majd Rómában.

## Albumok
- 1973: Trios Solos (+ Glen Moore)
- 1974: Diary
- 1974: Matchbook
- 1975: Solstice
- 1976: Sargasso Sea, + John Abercrombie
- 1977: Solstice
- 1978: Batik
- 1979: Old Friends, New Friends
- 1980: Départ
- 1980: Solo Concert
- 1982: Five Years Later
- 1983: Blue Sun
- 1984: Works, compilation
- 1986: Slide Show
- 1989: City of Eyes
- 1992: Open Letter
- 1992: Un Altra Vita
- 1993: If You Look Far Enough
- 1994: Oracle
- 1996: Lost & Found
- 1997: Ana
- 1998: A Closer View (+ Gary Peacock)
- 2001: Anthem
- 2002: Jade Muse
- 2006: Time Line
- 2008: From a Dream, + Slava Grigoryan és Wolfgang Muthspiel
- 2009: Chiaroscuro, + Paolo Fresu
- 2013: Travel Guide, + Slava Grigoryan és Wolfgang Muthspiel
- 2017: My foolish Heart
- 2023: At First Light

## Fordítás
Ez a szócikk részben vagy egészben  a   Ralph Towner című angol Wikipédia-szócikk ezen változatának fordításán alapul.  Az eredeti cikk szerkesztőit annak laptörténete sorolja fel. Ez a jelzés csupán a megfogalmazás eredetét és a szerzői jogokat jelzi, nem szolgál a cikkben szereplő információk forrásmegjelöléseként.